# Тридимит
Тридимит (греч. trídymos — тройной, назван так ввиду двойникования кристаллов и образования тройников), асманит — редкий минерал из класса кремнезёмов с химической формулой SiO2, встречающийся в метеоритах и в трещинах изверженных пород в Венгрии и Мексике, был также обнаружен на Марсе ровером «Кьюриосити» марсианской научной лаборатории.

## Образование
Тридимит образуется при высокой температуре в магматических или метаморфических породах.
| Название | Симметрия      | Кристаллографическая группа | T (°C)  |
| -------- | -------------- | --------------------------- | ------- |
| HP (β)   | гексагональный | P63/mmc                     | 460     |
| LHP      | гексагональный | P6322                       | 400     |
| OC (α)   | Ромбическая    | C2221                       | 220     |
| OS       | Ромбическая    |                             | 100-200 |
| OP       | Ромбическая    | P212121                     | 155     |
| MC       | Моноклинная    | Cc                          | 22      |
| MX       | Моноклинная    | C1                          | 22      |